# Radrennbahn Andreasried

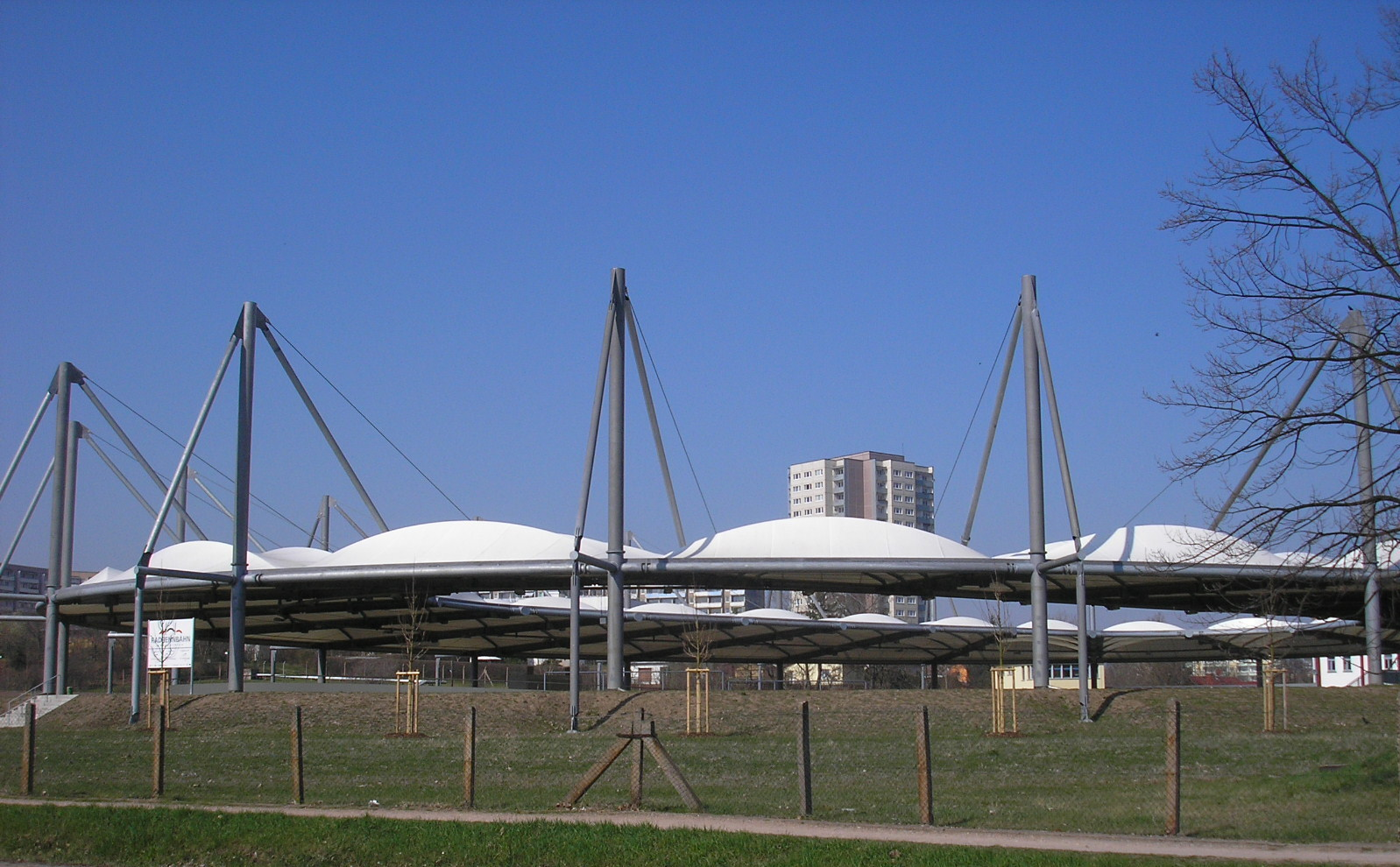
Die Radrennbahn Andreasried

Die Radrennbahn Andreasried ist eine Radrennbahn im Norden Erfurts, im Stadtteil Andreasvorstadt. Die Bahn ist seit der Modernisierung von 2006 bis 2008 250 Meter lang und aus Beton mit Kunstharzbelag sowie einer modernen Spannplanen-Überdachung. Sie gilt als die älteste heute noch für Rennen genutzte Radrennbahn der Welt.

## Geschichte
Die erste Vorläuferin der heutigen Radrennbahn wurde 1885 als Sandbahn errichtet, auf der nur Hochradrennen ausgetragen wurden. Am 6. September 1899 wurde an gleicher Stelle eine Zementbahn mit einer Kurvenüberhöhung von vier Metern eröffnet. Auf dieser Bahn konnten nun auch Niederradrennen ausgefahren werden. Mitte der 1920er Jahre wurde die Bahn erneut umgebaut und auf 454,4 m verlängert. Neben der Austragung von Bahnrennen war die Radrennbahn mehrfach Ziel von Straßenrennen wie den heute noch ausgetragenen Thüringen-Rundfahrt und Rund um die Hainleite. Auf der Bahn wurde jahrelang der Große Preis von Thüringen, teils für Sprinter, teils für Steher, ausgetragen. Die erste Veranstaltung des Großen Preises fand 1902 als Fliegerrennen statt, es gewann der Deutsche Willy Arend.
Die erste Veranstaltung nach dem Zweiten Weltkrieg wurde vom Veranstalter Erich Abraham im Mai 1947 für Bahnrennen der Berufsfahrer organisiert. Dabei kam es zu einem folgenschweren Unfall. Dem Schrittmacher Walter Gedamke platzte im Rennen der vordere Reifen. Er prallte mit seiner Maschine in die Bahnbewehrung, dabei wurden zwei Kinder sowie Gedamke und der Fahrer Erich Hoffmann schwer verletzt,
Auf der Radrennbahn ereigneten sich Anfang der 1950er Jahre zwei tödliche Unfälle: Der Schrittmacher Walter Heßlich, Urgroßvater des zweifachen Olympiasiegers und mehrfachen Weltmeisters im Sprint, Lutz Heßlich, starb 1951 nach einem Trainingsunfall. 1952 stürzte der mehrfache Steher-Weltmeister Erich Metze auf der Bahn und starb anschließend in einem Erfurter Krankenhaus.
Von 1972 bis 1974 wurde die Bahn erneut umgebaut und auf das damals international normale Maß von 333,33 m verkürzt, Voraussetzung für die Austragung von Wettkämpfen in den olympischen Disziplinen. Aus der Radrennbahn, die in den vergangenen Jahrzehnten eher ein Veranstaltungsort für Volksfeste rund um den Radsport gewesen war, wurde eine Sportstätte, die vorrangig dem Training von Spitzensportlern diente, wie etwa dem mehrfachen Weltmeister in der Einerverfolgung Detlef Macha. Der mehrjährige Umbau wurde mit der Neueröffnung am 4. Mai 1975 abgeschlossen. Den Eröffnungspreis der Steher gewann der vielfache DDR-Meister Karl Kaminski.
Hohen Stellenwert hatten auch weiterhin Steherrennen.

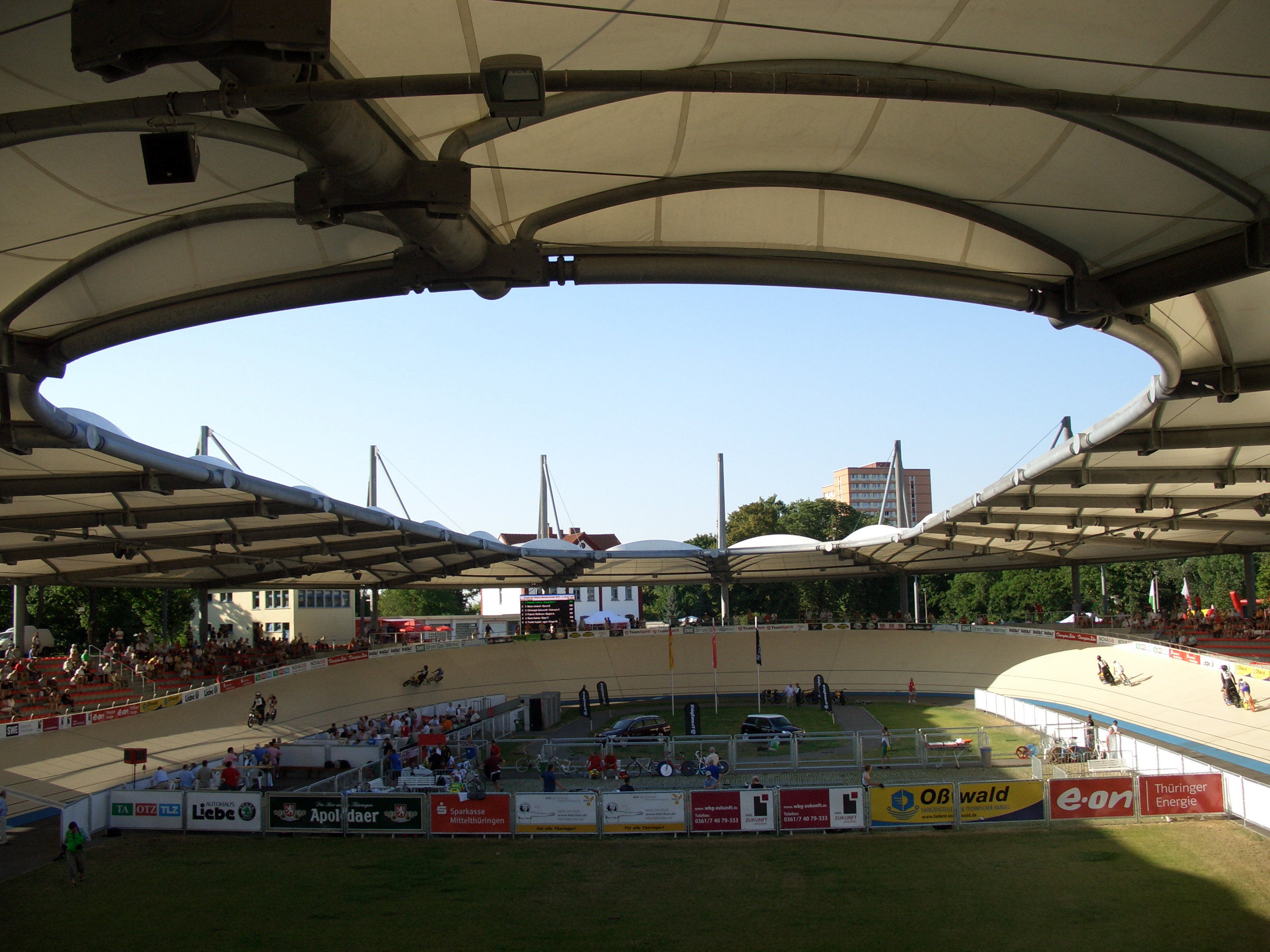
Innenansicht der Radrennbahn

## Die Bahn heute
Nach einer oberflächlichen Sanierung der Bahn um die Jahrtausendwende wurde ein weiterer, kompletter Umbau der Bahn nötig. Die Bauarbeiten begannen 2006 und dauerten zwei Jahre. Die Bahn hat jetzt das aktuelle international übliche Maß von 250 m, sie ist 7,50 Meter breit und halboffen (Tribünen und Bahn sind überdacht). Die Überdachung besteht aus kunststoffbeschichtetem Polyestergewebe, das Grundtragwerk vorwiegend aus Stahlrundrohren. Die Tribünen fassen 3000 Zuschauer. Erster großer Wettbewerb auf der neueröffneten Bahn waren die Deutschen Bahnmeisterschaften 2009. Mehrfach jährlich stehen Steherrennen auf dem Programm, darunter das Traditionsrennen um das „Goldene Rad von Erfurt“, das schon seit den 1920er Jahren ausgerichtet wird.
Die Radrennbahn Andreasried wird von Hochleistungssportlern des Olympiastützpunktes Thüringen, Nachwuchsleistungssportlern des Sportgymnasiums Erfurt und vom RSC Turbine Erfurt genutzt.
Bekannte Sportler, die nach der Wende auf der Erfurter Radrennbahn trainierten und trainieren, sind der Olympiasieger von Sydney 2000 im Mannschaftsverfolgungsfahren Daniel Becke, die WM-Medaillengewinnerin Ulrike Weichelt, der Sprint-Weltmeister von 2004, René Wolff, sowie der mehrfache deutsche Meister und Europameister Matthias John, Olympiasiegerin Kristina Vogel und Weltmeisterin Pauline Grabosch.

## Auszeichnung
Im Dezember 2009 erhielt die Stadt Erfurt für den Neubau der Radrennbahn Andreasried die Silberne Plakette als Auszeichnung für Sportanlagen des Internationalen Olympischen Komitees und der Internationalen Vereinigung Sport- und Freizeiteinrichtungen.